# Окерберг, Ульрика
А́нна У́льрика Мари́я О́керберг Пальм (швед. Anna Ulrika Maria Åkerberg Palm, также известна как У́льрика О́керберг-Пальм, швед. Ulrika Åkerberg-Palm; род. 4 июля 1941, Энчёпинг, Уппсала) — шведская кёрлингистка.
В составе женской сборной Швеции участник двух чемпионатов мира (лучший результат — стали бронзовыми призёрами в 1986) и чемпионата Европы 1985 (заняли пятое место). Чемпионка Швеции среди женщин, пятикратная чемпионка Швеции среди смешанных команд.
Играла в основном на позициях второго и третьего.

## Достижения
- Чемпионат мира по кёрлингу среди женщин: бронза (1986).
- Чемпионат Швеции по кёрлингу среди женщин: золото (1985).
- Чемпионат Швеции по кёрлингу среди смешанных команд: золото (1975, 1978, 1979, 1980, 1981).
- Чемпионат Швеции по кёрлингу среди ветеранов: серебро (2008).

- В 1983 введена в Зал славы шведского кёрлинга[англ.] (швед. Stora Curlare).[5]

## Команды
| Сезон                                          | Четвёртый      | Третий                 | Второй           | Первый            | Турниры                      |
| ---------------------------------------------- | -------------- | ---------------------- | ---------------- | ----------------- | ---------------------------- |
| 1984—85                                        | Мод Нордландер | Инга Арвидссон         | Ульрика Окерберг | Барбро Арвидссон  | ЧШЖ 1985 · ЧМ 1985 (4 место) |
| 1985—86                                        | Мод Нордландер | Инга Арвидссон         | Ульрика Окерберг | Барбро Арвидссон  | ЧЕ 1985 (5 место) · ЧМ 1986  |
| 2007—08                                        | Инга Арвидссон | Мод Нордландер         | Ewa Linderholm   | Ульрика Окерберг  | ЧШВ 2008                     |
| 2010—11                                        | Инга Арвидссон | Ульрика Окерберг-Пальм | Inger Berg       | Мод Нордландер    |                              |
| Кёрлинг среди смешанных команд (mixed curling) |                |                        |                  |                   |                              |
| 1974—75                                        | Челль Оскариус | Lilebil Hellström      | Клас Роксин      | Ульрика Окерберг  | ЧШСК 1975                    |
| 1977—78                                        | Йёран Роксин   | Ульрика Окерберг       | Клас Роксин      | Мари Хенрикссон   | ЧШСК 1978                    |
| 1978—79                                        | Йёран Роксин   | Ульрика Окерберг       | Клас Роксин      | Мари Хенрикссон   | ЧШСК 1979                    |
| 1979—80                                        | Йёран Роксин   | Ульрика Окерберг       | Клас Роксин      | Мари Хенрикссон   | ЧШСК 1980                    |
| 1980—81                                        | Йёран Роксин   | Ульрика Окерберг       | Клас Роксин      | Helene Frestadius | ЧШСК 1981                    |

(скипы выделены полужирным шрифтом)